# پورونایسک
شهر پورونایسک (به روسی: Поронайск) در کشور روسیه و در اوبلاست ساخالین واقع شده‌است.